# Talimu Shuiku
Talimu Shuiku (kinesiska: 塔里木水库) är en reservoar i Kina. Den ligger i den autonoma regionen Xinjiang, i den nordvästra delen av landet, omkring 310 kilometer sydväst om regionhuvudstaden Ürümqi. Talimu Shuiku ligger 887 meter över havet. Arean är 0,17 kvadratkilometer. Omgivningarna runt Talimu Shuiku är i huvudsak ett öppet busklandskap. Den sträcker sig 0,8 kilometer i nord-sydlig riktning, och 0,6 kilometer i öst-västlig riktning.
Genomsnittlig årsnederbörd är 80 millimeter. Den regnigaste månaden är juni, med i genomsnitt 32 mm nederbörd, och den torraste är mars, med 1 mm nederbörd.